# Poštovní směrovací číslo na Slovensku

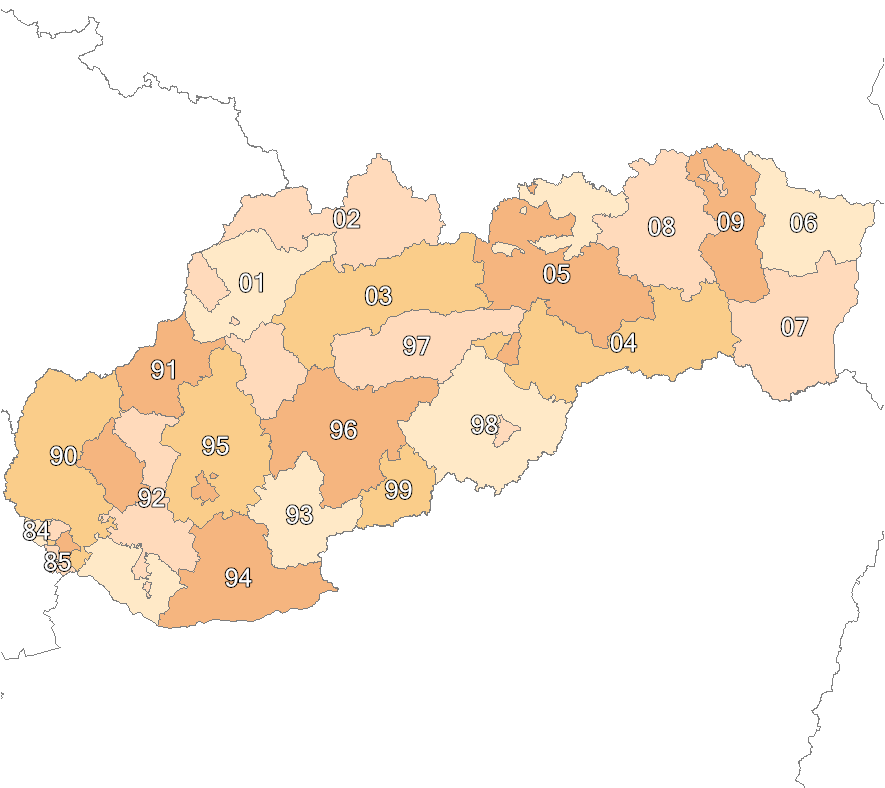
PSČ na Slovensku (podle prvních 2 číslic PSČ)

Poštovní směrovací číslo je v rámci Slovenska jedinečné. Správcem číselníku PSČ je Slovenská pošta. Systém byl převzat z období Československa a je v zásadě shodný jako v České republice.

## Historie
V Československu byl systém PSČ zaveden k 1. lednu 1973 v souvislosti s (očekávaným) nasazením třídicích linek na poštovní zásilky, již v roce 1974 se podle nich začalo třídit. 26. listopadu 1982 pak byla na poště Bratislava 022 spuštěna automatická třídicí linka ATL NEC (4 a půl roku po automatické třídicí lince v Praze).
Pro Slovensko byly v rámci československého systému PSČ vyhrazeny řady s počátečními číslicemi 8, 9 a 0. Bratislava dostala číslici 8, pro tři slovenské kraje pak zbyly pouze dvě číslice: Středoslovenský kraj byl nakonec rozdělen podle toho, jestli se odtud zásilky vozily do sběrného přepravního uzlu v Žilině, nebo do Zvolena: jih dostal devítku a sever nulu. Rozdělení tedy bylo následující:
- 8 Bratislava a okolí
- 9 Západoslovenský kraj a Středoslovenský kraj (jižní část)
- 0 Středoslovenský kraj (severní část) a Východoslovenský kraj

Druhá číslice PSČ označovala sběrný přepravní uzel a třetí číslice okresní přepravní uzel. Poslední dvojčíslí, uváděné za mezerou, se přidělovalo poštám v rámci okresu v tom pořadí, v jakém je objížděla auta, která zajišťovala svoz zásilek. Své vlastní poštovní číslo ale získaly i některé velké podniky, které dostávaly hodně poštovních zásilek.
Po rozdělení Československa zůstal systém PSČ v obou státech zachován.
Slovenská pošta, a. s. dne 20. dubna 2004 předložila Ministerstvu dopravy, pošt a telekomunikací SR návrh změnit PSČ a využít i čísla s počátečními číslicemi 1 až 7. Dne 13. května 2004 se Slovenská pošta zavázala vypracovat analýzu dopadu na uživatele poštovních služeb a na státní rozpočet a navrhnout harmonogram a organizační zabezpečení změny, další jednání proběhla 19. července 2004. Původně Slovenská pošta navrhovala změnu k 1. dubnu 2004, podle požadavku ministerstva byl termín odložen na 1. ledna 2006. 24. ledna 2005 provozní ředitel Jozef Vavrek na tiskové konferenci Slovenské pošty oznámil, že termín se odkládá na 1. července 2006, případně až na 1. ledna 2007. Do současnosti ale změna nebyla uskutečněna. Jako důvod se uvádí především výrazná finanční náročnost projektu.
Změna PSČ na Slovensku souvisí s rozsáhlejšími změnami technologie a organizace činnosti. Účelem změny má být, aby poštu bylo možno automaticky třídit nejen podle dodávacích pošt, ale přímo i podle doručovacích rajónů, čímž se má podíl zásilek doručených do druhého dne po podání zvýšit ze 43 % na 90 %; současně má být snížen počet dodávacích pošt. Třídicí linky CRS 1000 od firmy Siemens byly instalovány mezi prosincem 2004 a březnem 2005 v Bratislavě, Zvolenu a Žilině, nahradily staré linky ILV.

## Způsob přidělování a používání
Poštovní směrovací číslo je uvedeno v adrese před názvem dodávací pošty. Je to pětimístné číslo, přičemž mezi třetí a čtvrtou číslicí se píše mezera. Mezi poslední číslicí a názvem dodávací pošty se píší dvě mezery. Např.
Bartolomej Kováč
Budatínska 63
851 06 Bratislava 5
Čísla se přidělují na dvou úrovních podrobnosti:
- příslušnost k dodávací poště (jedna obec může mít více dodávacích pošt, více obcí může spadat pod stejnou poštu),
- významné podniky nebo instituce obvykle mají vlastní směrovací číslo, které zpravidla odpovídá jejich poštovní přihrádce na dodávací poště.

Podobně jako dříve Československá pošta a nyní Česká pošta, i Slovenská pošta standardně vyžaduje, aby v adresách byl vedle poštovního směrovacího čísla (či na posledním řádku adresy nad poštovním směrovacím číslem) uváděn název dodávací pošty, zvýrazněný velkými písmeny. V praxi však je v adresách místo toho zpravidla uváděn jen název obce, případně části obce nebo název městského obvodu.

## PSČ v Bratislavě
Současný systém PSČ v Bratislavě byl zaveden v roce 1982. Bratislava tvoří region poštovních směrovacích čísel začínající číslicí 8. Druhá číslice určuje okres (v minulosti obvod), např. číslice 1 pro okres Bratislava I. Třetí číslice znamená způsob doručení: číslici 1 mají PSČ v adresách obyvatelstva přidělené podle ulic (listovní zásilky doručuje poštovní doručovatel). Číslice 2 až 9 se používají pro individuální PSČ důležitých institucí nebo podniků, které si zásilky přebírají na poště. Číslice 0 znamená PSČ konkrétní pošty (zásilky určené do poštovních složek, které nemají samostatné PSČ, nebo zásilky určené poště).
V případě třetí číslice 1, zbylé dvě číslice PSČ určují konkrétní doručovací obvod. V případě třetí číslice 0, první číslice čísla pošty je shodná s druhou číslicí PSČ (neboť je shodná s číslem okresu) a případné další číslice čísla pošty jsou uvedeny v posledních číslicích PSČ zarovnaný doprava a doplněné nulami (například 820 00 Bratislava 2, 840 02 Bratislava 42, 820 14 Bratislava 214).
Pokud nemůžeme zjistit správně PSČ bratislavské adresy, je možné použít globálně PSČ 800 00.